# کنه پاسیاه غربی
ایکسودس پاسیفیکوس (نام علمی: Ixodes pacificus) نام یک گونه از راسته کنه است.